# Red Bull X-Alps
La Red Bull X-Alps è una gara di parapendio in cui gli atleti attraversano l'arco alpino percorrendo circa 1.200 km, camminando (anche arrampicando lungo vie ferrate) e volando. Lanciata per la prima volta nel 2003, si svolge ogni due anni. Alla competizione partecipano circa 30 atleti, chiamati a seguire un percorso prestabilito attraverso una serie di punti di passaggio che cambiano a ogni edizione. Ogni chilometro deve essere coperto esclusivamente a piedi o in volo: gli atleti camminano portando sullo zaino la vela oppure volano trasportati da essa.
La Red Bull X-Alps è spesso considerata la competizione che ha rivoluzionato la progettazione dell’attrezzatura da parapendio ultraleggera, contribuendo alla nascita della disciplina dell'"hike and fly" di parapendio.

## Storia
L’idea della Red Bull X-Alps è nata dal pilota austriaco Hannes Arch, ispirato da un documentario televisivo in cui il pilota tedesco Toni Bender attraversava le Alpi da nord a sud in parapendio, trasportando tutta la sua attrezzatura, dormendo all’aperto e percorrendo a piedi alcuni tratti del tragitto.
(Hannes Arch)
Quando le condizioni meteo lo permettono, gli atleti volano in parapendio. In caso contrario, devono correre o camminare, trasportando con sé la vela e tutta l’attrezzatura obbligatoria. L’uso di tunnel per accorciare il tracciato o qualsiasi altro mezzo di trasporto è vietato.
La prima edizione della gara partiva dal ghiacciaio del Dachstein, in Austria, e arrivava a Monaco, attraversando la Zugspitze (la montagna più alta della Germania), il Monte Bianco e il Mont Gros in Francia. Diciassette atleti, accompagnati dai rispettivi team di supporto, hanno coperto una distanza di 800 km in linea d’aria.  Uno degli aspetti più affascinanti della prima edizione era proprio l’idea di attraversare l’intero arco alpino da est a ovest, dalle montagne fino al mare.

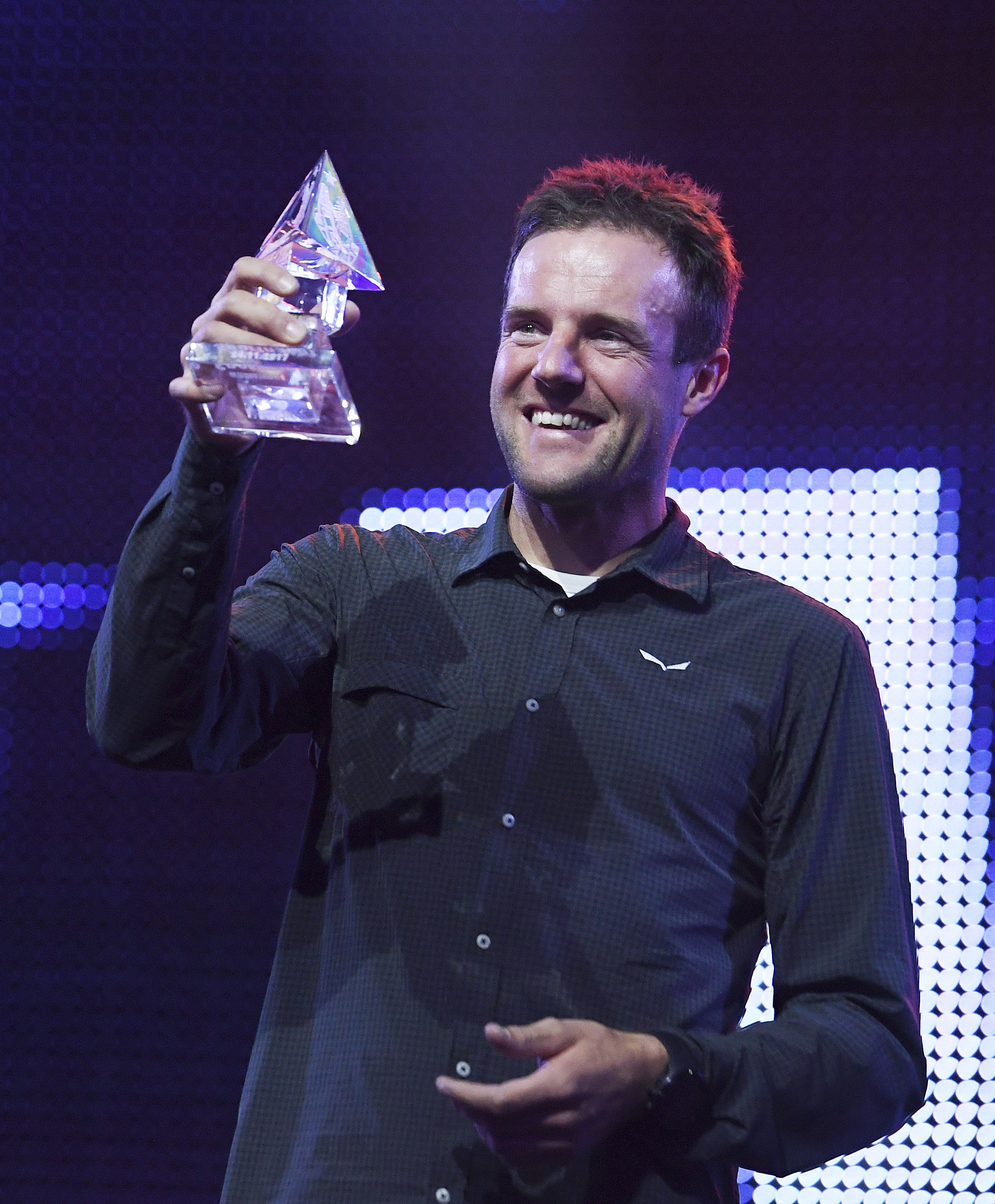
Il pilota svizzero Christian Maurer, vincitore della competizione per otto volte consecutive

Nel corso degli anni, il tracciato e i punti di passaggio sono cambiati. Dal 2009 al 2021 la gara è sempre partita da Salisburgo. 
L’ultima edizione conclusasi a Monaco risale al 2019. Dal 2021 la Red Bull X-Alps ha seguito (nel 2021 e 2023) un percorso ad anello intorno alle Alpi, con arrivo a Zell am See, in Austria. Anche il percorso del 2025 è terminato a Zell am See, seguendo però una traccia a forma di otto. Il tracciato ufficiale viene solitamente svelato nel mese di marzo, poco prima dell’inizio della competizione.
Durante gli anni con arrivo a Monaco, a causa delle restrizioni dello spazio aereo, il tempo veniva fermato ufficialmente in un punto di svolta sopra la città, inizialmente sul Mont Gros e successivamente a Peille. Gli atleti concludevano con un volo cerimoniale fino a una piattaforma galleggiante situata al largo della spiaggia di Le Larvotto. Nel 2019, a causa delle crescenti difficoltà nel ottenere i permessi, la piattaforma fu spostata a Roquebrune-Cap-Martin.
Il tracciato più lungo nella storia della gara è stato quello del 2013, con 1.031 km. Da allora, la distanza è andata progressivamente aumentando: nel 2019 era di 1.138 km, nel 2021 di 1.238 km, nel 2023 di 1.223 km mentre nel 2025 raggiunse i 1.283 km.

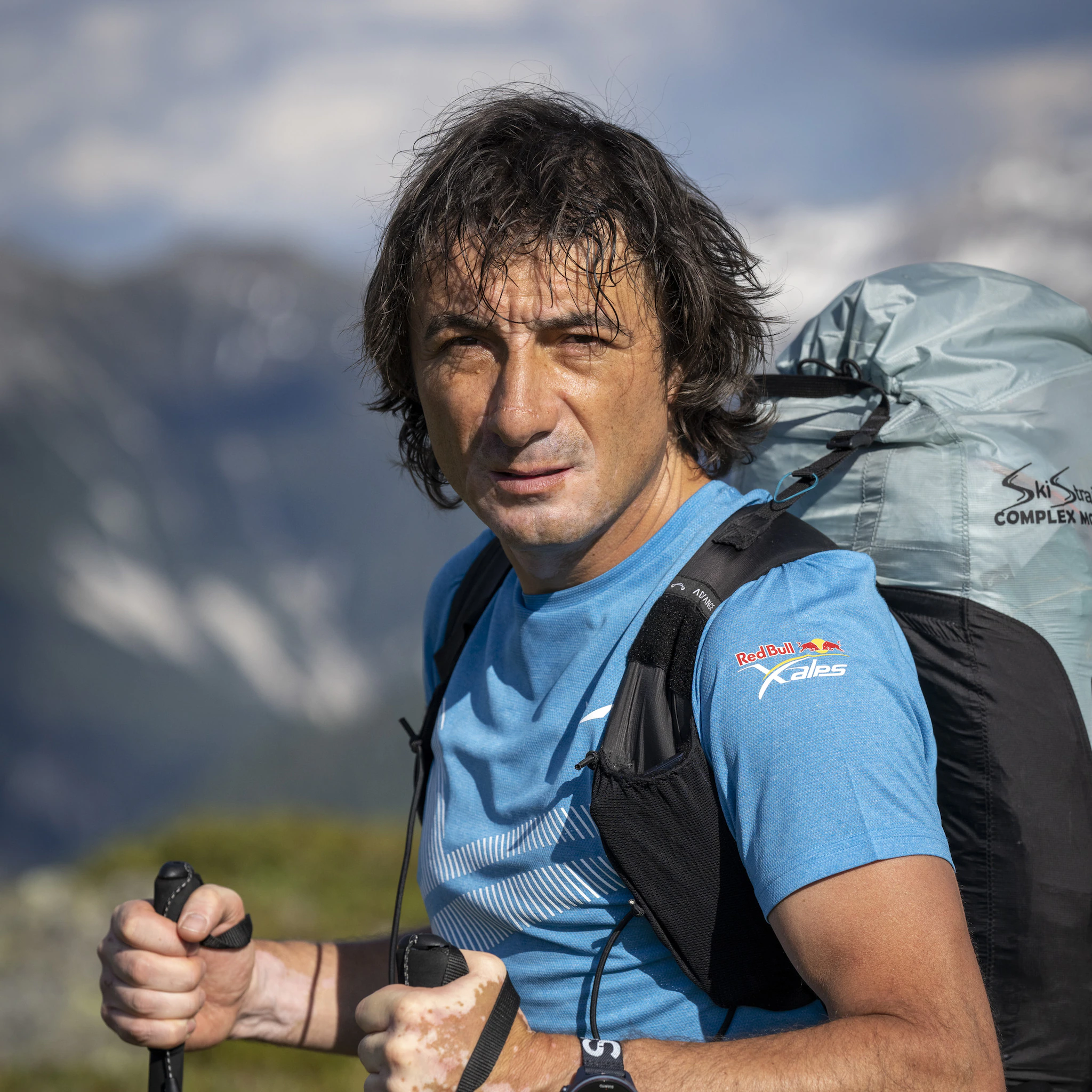
Il pilota rumeno Toma Coconea durante la X-Alps del 2023

Nel 2015 è stata introdotta una novità: il Powertraveller Prologue, una gara di un giorno combinata tra trekking e parapendio nella regione del Salisburghese. Con partenza e arrivo a Fuschl am See, gli atleti dovevano coprire un percorso di 38 km attorno a due punti di svolta: le cime dello Zwölferhorn e dello Schafberg, camminando o volando. La prima edizione fu vinta da Paul Guschlbauer in 2 ore e 21 minuti. Da allora, il Prologue è diventato una parte integrante della Red Bull X-Alps.
Grazie al live tracking GPS, è possibile seguire in tempo reale tutti gli atleti sul sito ufficiale della competizione per tutta la durata della gara.
In alcune occasioni hanno partecipato anche atlete di sesso femminile.

## Regolamento
Ogni team è composto da un atleta e un supporter ufficiale, il cui compito è fornire supporto strategico, previsioni meteo, assistenza psicologica e nutrizionale. In realtà, molti atleti si affidano a due o tre "supporter".
Il primo atleta a raggiungere il traguardo vince la gara. La competizione termina ufficialmente 48 ore dopo l’arrivo del vincitore, ma comunque non prima di un orario di fine gara stabilito dagli organizzatori. Gli atleti che non riescono a completare il percorso entro questo limite vengono classificati in base alla distanza che li separa dalla destinazione finale.
A partire dall’edizione del 2011, per motivi di sicurezza, è stato introdotto un periodo di riposo obbligatorio notturno, durante il quale gli atleti devono rimanere all’interno di un raggio di 250 metri dal punto in cui hanno deciso di fermarsi. Nel 2013, questa pausa obbligatoria è stata prolungata di 1 ora e mezza, fissandola dalle 22:30 alle 05:00. Nel 2023, è stata ulteriormente estesa: gli atleti dovevano riposare almeno sette ore consecutive ogni notte, tra le 21:00 e le 6:00, durante le quali era vietato volare.
Una novità introdotta nel 2013 è stato il cosiddetto Night Pass, un permesso speciale che consente agli atleti di camminare durante la notte. L’obiettivo del Night Pass è offrire un’opportunità strategica agli atleti. Nella pratica, può essere utile per raggiungere un punto migliore in cui trascorrere la notte, ma camminare per tutta la notte comporta un forte aumento della fatica, che può compromettere la performance nei voli successivi.
Sempre dal 2013, l’uso di prototipi è vietato. Tutta l’attrezzatura – inclusi parapendio, imbraghi e caschi – deve essere conforme alle certificazioni EN o LTF.

## Vincitori
| Anno | Vincitore              | Secondo                 | Terzo                                       |
| ---- | ---------------------- | ----------------------- | ------------------------------------------- |
| 2003 | Kaspar Henny (SUI)     | David Dagault (FRA)     | Stefan Bocks (DEU)                          |
| 2005 | Alex Hofer (SUI)       | Urs Lötscher (SUI)      | Kaspar Henny (SUI)                          |
| 2007 | Alex Hofer (SUI)       | Toma Coconea (ROU)      | Martin Müller (SUI)                         |
| 2009 | Christian Maurer (SUI) | Alex Hofer (SUI)        | Honza Rejmanek (USA)                        |
| 2011 | Christian Maurer (SUI) | Toma Coconea (ROU)      | Paul Guschlbauer (AUT)                      |
| 2013 | Christian Maurer (SUI) | Clément Latour (FRA)    | Antoine Girard (FRA)                        |
| 2015 | Christian Maurer (SUI) | Sebastian Huber (DEU)   | Paul Guschlbauer (AUT)                      |
| 2017 | Christian Maurer (SUI) | Benoit Outters (FRA)    | Paul Guschlbauer (AUT)                      |
| 2019 | Christian Maurer (SUI) | Maxime Pinot (FRA)      | Paul Guschlbauer (AUT) Benoit Outters (FRA) |
| 2021 | Christian Maurer (SUI) | Patrick von Känel (SUI) | Simon Oberrauner (AUT)                      |
| 2023 | Christian Maurer (SUI) | Damien Lacaze (FRA)     | Maxime Pinot (FRA)                          |
| 2025 | Aaron Durogati (ITA)   | Lars Meerstetter (SUI)  | Simon Oberrauner (AUT)                      |